# دره پادشاهان
درهٔ پادشاهان (به عربی: وادي الملوك) نام دره‌ای باستانی در کشور مصر است که در دوران مصر باستان به عنوان گورستان فرعون‌ها مورد استفاده قرار می‌گرفته‌است.
درهٔ پادشاهان در کرانه باختری رود نیل و در مقابل شهر باستانی تبس (شهر کنونی اقصر) قرار دارد. مقبره بسیاری از پسران آمنهوتپ بزرگ از جمله توت عنخ آمون در دره پادشاهان واقع شده‌است.

## نگارخانه

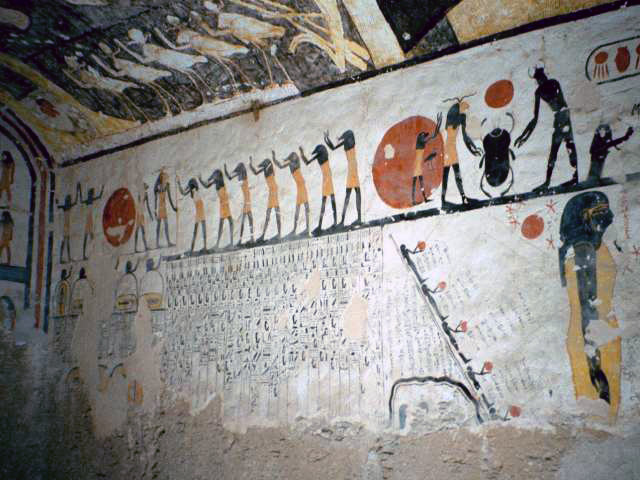
مقبره رامسس نهم
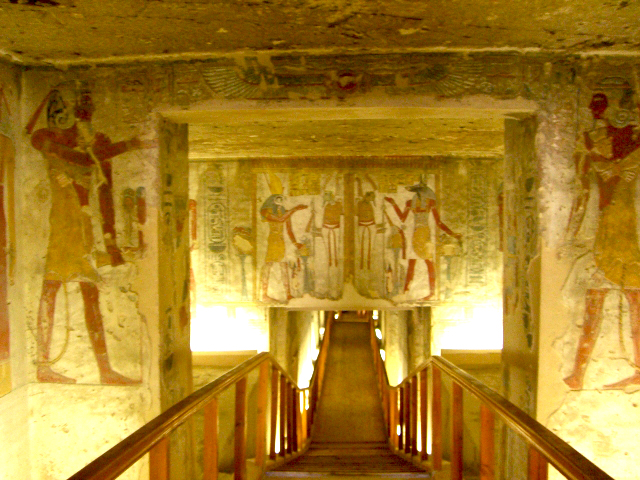
راهروی ورودی به مقبره تااوسرت و ست‌ناخت
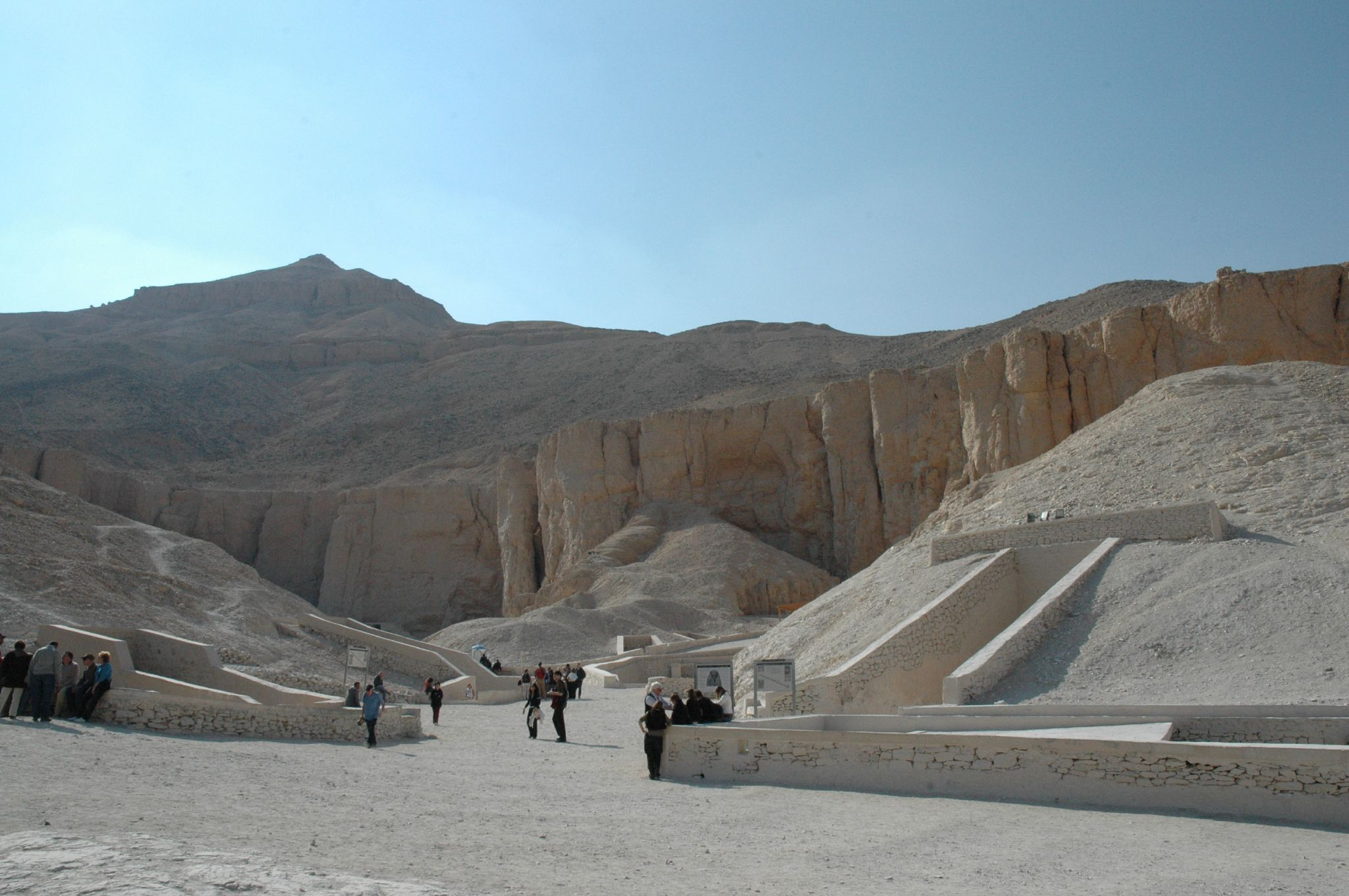
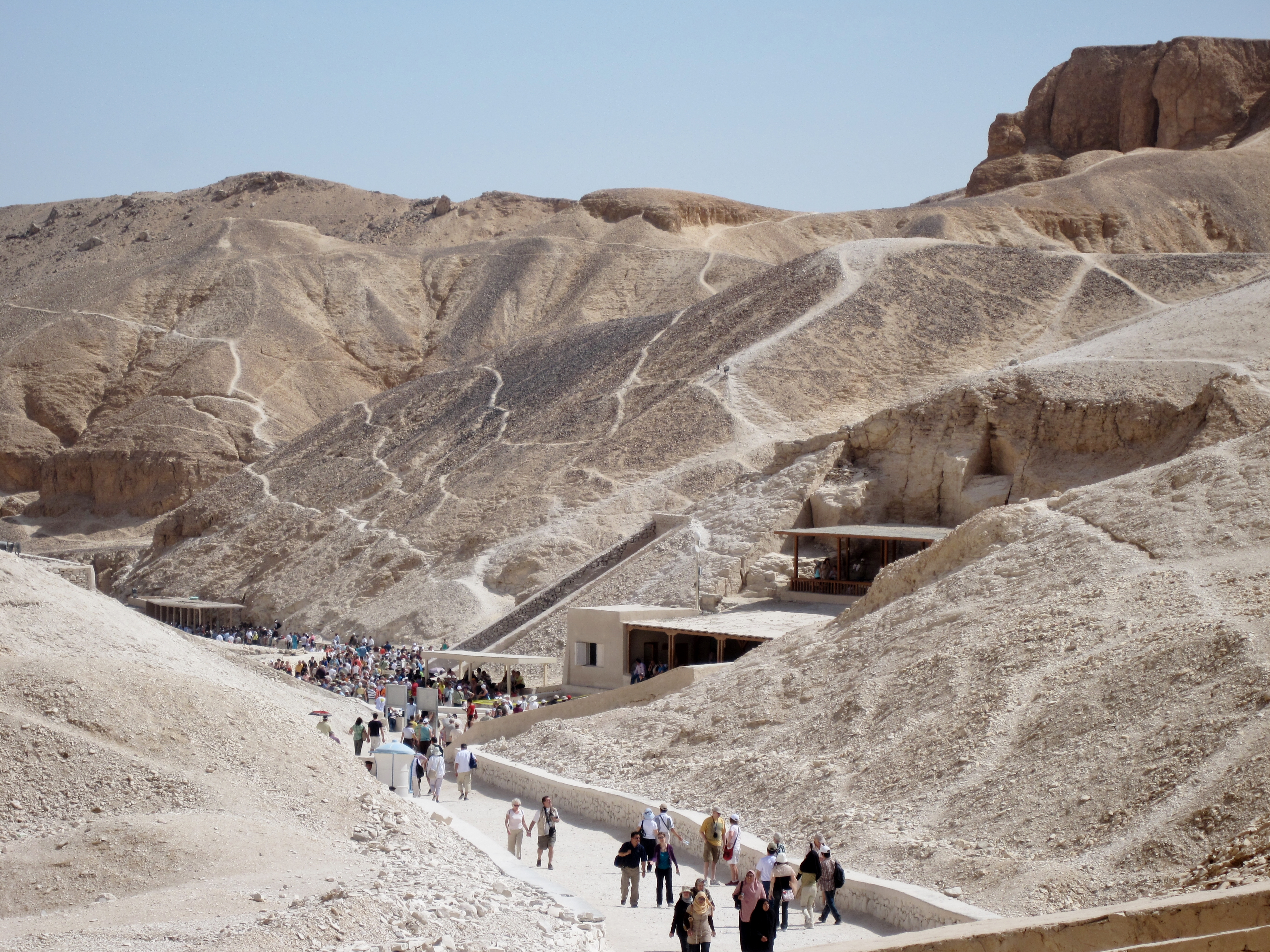